# 湖州府

湖州府在浙江省的位置（1820年）

湖州府，中國古代的府。从元朝开始先后隸屬於江浙行省、南直隶、浙江省，「下三府」之一。轄境相當今浙江省湖州市全境。1912年廢。

## 歷史沿革
- 隋朝置州，因地濱太湖得名。
- 元成宗元貞6年(1295年)，廢州置湖州路；元順帝至正26年(1366年)，改湖州府，隶属于江浙行省。
- 明武宗正德2年(1507年)，領安吉州、孝豐、烏程、歸安、長興、德清、武康，升安吉縣為安吉州，領孝豐一縣，仍隸湖州府。初期属于南直隶，后属浙江承宣布政使司。
- 清高宗乾隆39年(1774年)，改安吉州為安吉縣，與孝豐縣並入湖州府。至此湖州府到清末管轄歸安（縣治在今浙江省湖州市吴兴区北部）、烏程（縣治在今浙江省湖州市吴兴区南部和南浔区）、長興（今浙江省長興縣雉城镇）、德清（縣治在今浙江省德清縣乾元镇）、武康（今浙江省德清縣武康镇）、安吉（縣治在今浙江省安吉縣安城鎮）、孝豐（縣治在今浙江省安吉縣孝豐鎮）共7縣。府治歸安、烏程。與本省杭州府、嘉興府，江蘇省蘇州府、常州府，安徽省廣德直隸州相鄰。

## 延伸阅读
[在维基数据编辑]
 《欽定古今圖書集成·方輿彙編·職方典·湖州府部》，出自陈梦雷《古今圖書集成》